# Setodes alukcha
Setodes alukcha är en nattsländeart som beskrevs av Schmid 1987. Setodes alukcha ingår i släktet Setodes och familjen långhornssländor. Inga underarter finns listade i Catalogue of Life.